# Саленталь
Салента́ль (фр. Salenthal) — колишній муніципалітет у Франції, у регіоні Гранд-Ест, департамент Нижній Рейн. Населення — 226 осіб (2011).
Муніципалітет був розташований на відстані близько 370 км на схід від Парижа, 30 км на захід від Страсбура.

## Історія
До 2015 року муніципалітет перебував у складі регіону Ельзас. Від 1 січня 2016 року належав до нового об'єднаного регіону Гранд-Ест.
1 січня 2016 року Саленталь, Алленвіллер, Біркенвальд i Сенгрист було об'єднано в новий муніципалітет Соммеро.

## Демографія
Динаміка населення (INSEE ):
Розподіл населення за віком та статтю (2006):
| Стать | Всього | До 15 років | 15-24 | 25-44 | 45-64 | 65-85 | Понад 85 |
| --- | ------ | ----------- | ----- | ----- | ----- | ----- | -------- |
| Чоловіки | 96     | 24          | 12    | 36    | 12    | 12    | 0        |
| Жінки | 111    | 36          | 4     | 47    | 8     | 16    | 0        |
| \| Статево-вікова піраміда \| Статево-вікова піраміда \| Статево-вікова піраміда \| \| ----------------------- \| ----------------------- \| ----------------------- \| \| Чоловіки \| Вік \| Жінки \| \| 0 \| 85 + \| 0 \| \| 0 \| 80-84 \| 4 \| \| 4 \| 75-79 \| 0 \| \| 4 \| 70-74 \| 8 \| \| 4 \| 65-69 \| 4 \| \| 0 \| 60-64 \| 0 \| \| 0 \| 55-59 \| 4 \| \| 8 \| 50-54 \| 4 \| \| 4 \| 45-49 \| 0 \| \| 8 \| 40-44 \| 8 \| \| 12 \| 35-39 \| 8 \| \| 16 \| 30-34 \| 23 \| \| 0 \| 25-29 \| 8 \| \| 8 \| 20-24 \| 4 \| \| 4 \| 15-20 \| 0 \| \| 4 \| 10-14 \| 12 \| \| 8 \| 5-9 \| 8 \| \| 12 \| 0-4 \| 16 \| |        |             |       |       |       |       |          |
| Статево-вікова піраміда |        |             |       |       |       |       |          |
| Чоловіки | Вік    | Жінки       |       |       |       |       |          |
| 0 | 85 +   | 0           |       |       |       |       |          |
| 0 | 80-84  | 4           |       |       |       |       |          |
| 4 | 75-79  | 0           |       |       |       |       |          |
| 4 | 70-74  | 8           |       |       |       |       |          |
| 4 | 65-69  | 4           |       |       |       |       |          |
| 0 | 60-64  | 0           |       |       |       |       |          |
| 0 | 55-59  | 4           |       |       |       |       |          |
| 8 | 50-54  | 4           |       |       |       |       |          |
| 4 | 45-49  | 0           |       |       |       |       |          |
| 8 | 40-44  | 8           |       |       |       |       |          |
| 12 | 35-39  | 8           |       |       |       |       |          |
| 16 | 30-34  | 23          |       |       |       |       |          |
| 0 | 25-29  | 8           |       |       |       |       |          |
| 8 | 20-24  | 4           |       |       |       |       |          |
| 4 | 15-20  | 0           |       |       |       |       |          |
| 4 | 10-14  | 12          |       |       |       |       |          |
| 8 | 5-9    | 8           |       |       |       |       |          |
| 12 | 0-4    | 16          |       |       |       |       |          |

## Економіка
2010 року серед 155 осіб працездатного віку (15—64 років) 126 були активними, 29 — неактивними (показник активності 81,3%, у 1999 році було 77,0%). З 126 активних мешканців працювало 117 осіб (66 чоловіків та 51 жінка), безробітними було 9 (6 чоловіків та 3 жінки). Серед 29 неактивних 16 осіб було учнями чи студентами, 7 — пенсіонерами, 6 були неактивними з інших причин.

У 2010 році в муніципалітеті числилось 80 оподаткованих домогосподарств, у яких проживали 231,0 особи, медіана доходів виносила 18 196 євро на одного особоспоживача